# Robert André-Michel
Robert André-Michel, né le 12 octobre 1884 à Montpellier dans l'Hérault et mort pour la France à Crouy dans le département de l'Aisne le 13 octobre 1914, est un archiviste-paléographe et historien français du XXe siècle. Son nom est inscrit au Panthéon parmi les 560 écrivains morts pour la France pendant la Première Guerre mondiale.

## Biographie
Robert Félix Henri Michel, né le 12 octobre 1884 à Montpellier, est le fils de Charles Paul André Michel (1853-1925), historien de l'art et conservateur du Musée du Louvre, et de Marie Pauline Hélène Crosnier de Varigny (1858-1936). Son grand-père maternel est le journaliste et diplomate Charles de Varigny (1829-1899) qui s'établit à Honolulu pendant 15 ans.
Il suit une scolarité classique au lycée Henri-IV où il obtient son baccalauréat en 1901 et y prépare pendant deux les concours des grandes écoles. Après son admission à l'École des chartes en 1903, il fait son service militaire au 102e régiment d'infanterie de novembre 1903 à septembre 1904. Il reprend ensuite ses études et suit également des cours à l'École pratique des hautes études. Sa thèse à l'École des chartes porte sur L'Administration royale dans la sénéchaussée de Beaucaire au temps de saint Louis, elle lui vaut d'être diplômé premier de sa promotion et nommé archiviste-paléographe en 1908,. Pendant ses études, il se lie d'amitié avec Claude Cochin (1883-1918) qui écrit dans sa nécrologie en novembre 1914 : « J'ai compris que l'amitié vraie n'était qu'un trésor inestimable de souffrances »,.
De 1908 à 1910, il part pour le Palais Farnese comme membre de l'École française de Rome et séjourne de nouveau à Rome en 1911. Il y fait la connaissance de Louis Hautecœur avec qui il est logé. Il prépare ensuite une thèse de doctorat ès lettres avec des travaux portant sur l’histoire des fortifications d’Avignon au XIVe siècle.
Nommé archiviste aux Archives nationales en juin 1911, il devient la même année secrétaire de la Revue historique et signe désormais ses textes du nom de Robert André-Michel.
Il épouse Rose-Marie Ormond (1893-1918), la nièce du peintre américain John Singer Sargent, le 5 août 1913 à la marie du 16e arrondissement de Paris. Elle sera tuée lors du bombardement de l'Église Saint-Gervais à Paris qui fait 92 victimes pendant la messe du vendredi saint 1918.
Début août 1914, il est mobilisé comme sergent au 169e régiment d'infanterie au dépôt de Montargis, où il reste à former les nouvelles recrues. Le 20 septembre, il passe au 204e régiment d'infanterie qui quitte Montargis pour Le Bourget, puis Vauxbuin près de Soissons. Après la bataille de l'Aisne, sur le plateau de Soissons, Robert Michel est mortellement blessé au combat de Crouy le 13 octobre 1914. 
Après avoir été inhumé dans un cimetière militaire temporaire à Crouy,, sa famille fait construire pour lui et son épouse un caveau familial à proximité, sur le chemin de la ferme du Meunier Noir,.
La citation qui accompagne sa distinction dans l'ordre de la Médaille militaire parle d'un « sous-officier aussi consciencieux que courageux, qui dès le début de la campagne, a donné la valeur de son héroïsme et de son amour de la patrie, tombé glorieusement le 03/10/1914 à Crouy ». 

## Œuvres principales
- Le procès de Matteo et de Galeazzo Visconti, l'accusation de sorcellerie et d'hérésie, 1909
- L'administration royale dans la sénéchaussée de Beaucaire au temps de saint Louis, thèse de l'École des chartes, 1910

## Distinctions
- Médaille militaire, à titre posthume, décret du 11 avril 1920[18]
- Croix de guerre 1914–1918, étoile de bronze
- 1910 : Académie des inscriptions et belles-lettres - Prix Gobert pour sa thèse sur L'Administration royale dans la sénéchaussée de Beaucaire au temps de saint Louis[19]
- 1915 : Académie française - Prix Marcelin-Guérin[20]

## Hommages
- Le nom de Robert André-Michel est inscrit au Panthéon dans la liste des 560 écrivains morts pour la France[21].
- Son nom figure sur les plaques commémoratives du lycée Henri-IV, de la Sorbonne, de l'École des Chartes, des Archives Nationales à Paris et à l'entrée du Palais des Papes à Avignon[22].
- Sa famille lui rend hommage en créant une bourse pour les étudiants de l'École des chartes voyageant à l'étranger[23],[24].